# Gragnola (Fivizzano)
Gragnola è una frazione del comune di Fivizzano, in provincia di Massa-Carrara.

## Geografia fisica
Gragnola è situata nella regione storica della Lunigiana, nella piana situata alla confluenza del torrente Lucido nel torrente Aulella. La frazione è situata a 8,7 km a sud di Fivizzano.

## Storia
Le prime notizie del borgo di Gragnola risalgono al X secolo quando il paese era un piccolo borgo sovrastato dal Castel dell'Aquila, che ancora oggi domina sull'abitato. All'epoca era un possedimento dei nobili Bianchi d'Erberia, Domini di Fosdinovo.
Nel 1317, Castruccio Castracani occupò vari feudi della Lunigiana, tra cui Fosdinovo e centri come Gragnola, Tendola e Giucano gli si sottomisero spontaneamente. Nel 1320, ad ogni modo, Spinetta Malaspina il Grande li riconquistò con l'aiuto di Cangrande I della Scala, ampliandosi anche sulla Lunigiana orientale, la Garfagnana e impadronendosi persino di Sarzana (dal 1334 al 1343, quando passò sotto il dominio pisano). Gragnola fu dunque sottoposta ai nobili di Fosdinovo, fin da quando, nel 1340, Faytino e Bernochino del fu Bernochio, a nome dei nobili di Erberia, cedettero Fosdinovo e i territori vicini a Spinetta dei Malaspina di Verrucola, per saldare un debito di cinquecento fiorini d'oro contratto con lo stesso Spinetta. Gragnola entrò dunque nell'orbita del neonato Marchesato di Fosdinovo (1355), che nel 1359, alla morte di Gabriele Malaspina, venne spartito tra i fratelli di questi, Guglielmo e Galeotto Malaspina. In particolare, Gragnola spettò a Guglielmo, la cui discendenza si estinse ben presto, nel 1374. Così, i suoi possedimenti, tra cui Gragnola, tornarono nelle mani dei discendenti di Galeotto, Spinetta e Leonardo Malaspina. In particolare spettò a Leonardo, che, col nome di Leonardo I Malaspina, diventò nel 1393 Marchese di Castel dell'Aquila.
Nel 1412 il castello di Olivola e tutti i possedimenti che appartenevano ai Marchesi Malaspina di Olivola andarono in mano dei Marchesi Malaspina di Fosdinovo e dei Marchesi Malaspina di Castel dell'Aquila (Gragnola), che da allora videro espandere il proprio dominio anche sui centri di Agnino, Bigliolo, Groppo S. Piero, Pulica e Pallerone, oltre che su Olivola stessa.
Nell'agosto del 1418 Antonio Alberico I Malaspina fu nominato comandante della truppa messa insieme dalla Repubblica fiorentina per punire i marchesi Malaspina di Castel dell'Aquila, autori della strage compiuta nei confronti dei marchesi Malaspina della Verrucola al fine di impossessarsi di quella signoria. Poco tempo prima, infatti, il Marchese di Castel dell'Aquila Leonardo II Malaspina, successore di Leonardo I, aveva ucciso il Marchese della Verrucola e il Marchese di Fivizzano, impossessandosi dei rispettivi marchesati. Ciò aveva provocato lo sdegno della Repubblica Fiorentina (cui i Marchesi di Fivizzano erano raccomandati), che aveva deciso di mandare uomini e mezzi per togliere questi territori al Marchese usurpatore. Come conseguenza dell'eccidio, si erano inoltre ribellati a Leonardo II gli antichi vassalli dell'Aquila, di Gragnola, di Gassano, di Vezzanello e di Viano, che pertanto decisero di sottomettersi spontaneamente al Marchese di Fosdinovo Antonio Alberico I Malaspina. Leonardo II non avrà discendenti maschi, quindi con la sua morte (avvenuta nel 1466, ormai spodestato da qualsiasi potere e possedimento) si estinse il ramo Malaspina dell'Aquila, con il completo ritorno del feudo sotto il Marchesato di Fosdinovo.
Nel 1445, alla morte di Antonio Alberico, divenne Marchese di Gragnola il secondogenito Lazzaro I. Nel 1451, alla sua morte, il titolo e il relativo Marchesato passarono al figlio Leonardo III Malaspina, i cui domini su Gragnola e Casola furono confermati nel 1467, quando si assistette alla suddivisione tra i 4 legittimi eredi di Antonio Alberico I Malaspina.
Nel 1482 la Repubblica Fiorentina indicò il marchese di Fosdinovo Gabriele II Malaspina e il marchese di Gragnola Leonardo III Malaspina legittimi eredi di una parte del feudo di Fivizzano, che dal 1478 era entrata nell'orbita fiorentina: Agnino, Ceserano, Magliano e Soliera al Marchesato di Fosdinovo; Castigliocello, Lucignano, Monte dei Bianchi e Regnano al Marchesato di Gragnola. Tale cessione ai due Marchesi Malaspina era però vincolata dalla decisione dei due di non rivendicare i castelli di Fivizzano, Comano, Groppo S. Piero, Montechiaro, Sassalbo e la Verrucola, centri che si erano ribellati alla Repubblica Fiorentina e che erano stati sottomessi da questa.
L'ultimo Marchese di Gragnola fu Cosimo Malaspina, che non ebbe discendenza maschile. Alla sua morte (1638), il Marchesato di Gragnola passò così al fratello Alessandro Malaspina. Anch'egli, però, non aveva discendenza maschile e così nel 1642 dichiarò che, quando sarebbe morto, l'eredità del Marchesato sarebbe dovuto passare in mano a Ferdinando II Granduca di Toscana. Ciò però provocò lo sdegno dei Marchesi Malaspina di Olivola e di Verona, che rivendicarono per loro stessi un feudo retto fino ad allora dai discendenti di Antonio Alberico I Malaspina di Fosdinovo, antenato comune. La questione venne risolta solamente con la sentenza della Corte Aulica di Vienna, che, contro la volontà di Alessandro Malaspina e contro i reclami degli altri Marchesi, stabilì che il Marchesato di Gragnola sarebbe dovuto andare in mano al primo ramo di Fosdinovo, ossia ai Marchesi di Fosdinovo, discendenti di Gabriele II Malaspina. Da quel momento in avanti, Gragnola condivise le sorti del Marchesato di Fosdinovo, fino alla sua caduta, nel 1797.
Con l'ascesa di Napoleone in Italia e la nascita della Repubblica Cisalpina, venne creata la Municipalità di Fosdinovo, a cui facevano capo ben ventuno comunità caratterizzate da un territorio prevalentemente montuoso. In riferimento alla composizione dei consiglieri suddivisi per comunità, Gragnola poteva fregiarsi di 3 consiglieri sul totale di 132 complessivi.
Con l'art. 3 della costituzione approvata il 26 gennaio 1802 nei comizi nazionali di Lione, che diedero vita alla Repubblica Italiana, furono installate dal viceprefetto della Alpi Apuane nel marzo del 1803 nuove municipalità. In particolare, Gragnola rimase unita a Fosdinovo, entrando nella Comune di seconda classe di Fosdinovo comprensiva anche di Carignano, Cortila, Giucano, Marciaso, Pian di Molino, Pieve di Viano, Ponzanello, Posterla, Pulica e Tendola.
Un'ulteriore riorganizzazione amministrativa attuata nel 1804 determinò che in Lunigiana le Comuni fossero solo di terza classe, ossia con meno di 3 000 abitanti. Dallo smembramento della Municipalità di Fosdinovo si originò nel tempo anche la Comune di Gragnola e Cortila, che esistette fino al 1811, anno in cui si costituì l'Impero francese.
In ordine al decreto emanato dal prefetto del dipartimento degli Appennini in data 3 marzo 1812, le neocostituite Mairies di Aulla, Casola, Comano, Gragnola, Licciana e Fosdinovo entrarono a far parte del Circondario di Sarzana.
Nell'occasione Gragnola comprendeva le parrocchie di: Aiola, Alebbio, Cecina, Ceserano, Colla, Cortila, Equi, Gassano, Gragnola, Isolano, Monte de' Bianchi, Monzone, Tenerano, Viano, Vinca.
Dopo la parentesi napoleonica, Gragnola diventò a tutti gli effetti parte del Comune di Fosdinovo e così rimase anche dopo l'Unità d'Italia.
Il 24 agosto 1944 Gragnola fu il primo paese ad essere investito dal rastrellamento nazifascista che culminò nel massacro di Vinca. Nel paese infatti, dopo uno scontro con i partigiani, i fascisti fucilarono nove uomini accusati di avere legami con la Resistenza.
Nel dopoguerra, Gragnola faceva dunque ancora parte, come exclave nel comune di Fivizzano, del comune di Fosdinovo. Nell'ottobre 1982, però, la Regione Toscana indìsse un referendum fra le popolazioni di Gragnola e Cortilia, che chiedevano di passare da Fosdinovo al comune di Fivizzano. Così, il 17 aprile 1983 si tenne il referendum per il passaggio delle frazioni di Gragnola, Cortilia, Regeto e Traggiara dal Comune di Fosdinovo a quello di Fivizzano. Elevata l'affluenza alle urne (86,60 % dei votanti). I "sì" furono 451, pari al 79,4%, mentre i "no" solo 118, pari al 20,6%. Le schede bianche 4 e le nulle 6. Con la L. R. N. 50, si sancì così il distacco delle frazioni di Gragnola e Cortila dal Comune di Fosdinovo e la loro relativa aggregazione al Comune di Fivizzano, di cui, fino a quel momento, erano exclavi Con una popolazione (all'epoca) di 847 abitanti (Gragnola rappresentava il centro abitato più rilevante del comune, dopo il solo capoluogo), tale cessione ebbe grandi ripercussioni sulla demografia dei due comuni e attenuò sia il costante calo demografico del comune di Fivizzano che l'importante crescita demografica iniziata negli anni '70 del comune di Fosdinovo per il decennio degli anni '80.
Durante i lavori di restauro del 2004, nel Castel dell'Aquila fu rinvenuto lo scheletro di un cavaliere del tardo Medioevo; la datazione effettuata con il metodo del carbonio-14 fa risalire la morte alla prima metà del Trecento, presumibilmente a causa della ferita provocata da un dardo metallico, ritrovato tra le vertebre dello scheletro.

## Monumenti e luoghi d'interesse
- Castel dell'Aquila
- Chiesa dei Santi Ippolito e Cassiano
- Cannonzin d'argento, una fontana in marmo risalente al 1647.

## Infrastrutture e trasporti

### Strade
Gragnola è lambita dal percorso della strada regionale 445 della Garfagnana, sulla quale sono svolte autocorse in servizio pubblico a cura di CTT Nord.

### Ferrovie
Gragnola è servita da una propria stazione ferroviaria lungo la linea ferrovia Lucca-Aulla.